# Mariane Paviasen Jensen
Mariane Paviasen Jensen (geb. Paviasen; * 16. November 1969 in Qassiarsuk) ist eine grönländische Umweltaktivistin und Politikerin (Inuit Ataqatigiit).

## Leben
Mariane Paviasen wurde im Schäferdorf Qassiarsuk geboren und wuchs in Narsaq auf. Sie besuchte von 1975 bis 1984 die Folkeskole. Anschließend arbeitete sie als Verkäuferin und Putzfrau. Nachdem sie ein weiteres Jahr die Schule besucht hatte, absolvierte sie von 1989 bis 1992 eine Ausbildung zur Handels- und Büroassistentin. Direkt anschließend ließ sie sich ein Jahr lang im Bereich der Flugsicherung für Helikopter bei Grønlandsfly ausbilden. Nach zwei Jahren Arbeitslosigkeit arbeitete sie von 1995 bis 2001 an der Berufsschule in Narsaq, erst als Büroassistentin, dann als Oberassistentin und schließlich als Fachlehrerin. Von 2001 bis 2002 war sie Verkehrsassistentin am Flughafen Narsarsuaq. Von 2002 bis 2004 arbeitete sie als Fachlehrerin im Berufsbildungszentrum Piareersarfik in Narsaq. In den folgenden Jahren bis 2009 arbeitete sie als Arztsekretärin in Paamiut, als Hilfslehrerin und Schulwohnheimsangestellte an der Schule in Narsaq und als Fachlehrerin und Unterchefin am Familienzentrum Ujuaat in Narsaq. Von 2009 bis 2017 war Mariane Paviasen Verkehrsassistentin am Heliport Narsaq und anschließend bis 2021 Leiterin des Heliports.
Mariane Paviasen war seit 2013 Vorsitzende der grönländischen Anti-Atomkraft-Bewegung Urani Naamik. Diese setzt sich vor allem gegen die Pläne zum Uranabbau am Berg Kuannersuit bei Narsaq ein, der unter anderem die Landwirtschaft Südgrönlands bedrohen würde. Sie kandidierte bei der Parlamentswahl 2018 und erreichte mit 95 Stimmen den zweiten Nachrückerplatz der Inuit Ataqatigiit. Von dort aus vertrat sie von September bis Oktober 2020 Mimi Karlsen und trat deswegen als Vorsitzende von Urani Naamik zurück. Durch den Austritt von Aqqa Samuelsen wurde sie im Oktober 2020 festes Mitglied im Inatsisartut. Bei der Parlamentswahl 2021 kandidierte sie erneut und zog mit 242 Stimmen direkt ins Inatsisartut ein. Am 23. November 2021 wurde sie im Zuge einer Regierungsumbildung zur Ministerin für Wohnungswesen und Infrastruktur im Kabinett Egede I ernannt. Bereits am 5. April 2022 schied sie wieder aus der Regierung aus, da die Inuit Ataqatigiit einen Ministerposten abgeben musste, als sie mit der Siumut das Kabinett Egede II bildete. Mariane Paviasen nahm daraufhin wieder ihren Parlamentssitz an.
Bei der Parlamentswahl 2025 erreichte sie mit 268 und damit den viertmeisten Stimmen ihrer Partei erneut einen Sitz im Inatsisartut.
Gemeinsam mit ihrem Partner Anguteq Jensen hat Mariane Paviasen drei Söhne, ein Stiefkind und zwei Enkelkinder.